# Halmstad moské
Halmstad moské är en ideell förening belägen i en hyrd lokal i centrala Halmstad på Fredsgatan 15. Under fredagsbönen har församlingen ca 600 besökare eller mer vid helgdagar. Församlingen är en av tre i Halmstad och består av muslimer.
Mellan 2011 och 2015 har Halmstad moské via riksorganisationen Sveriges Muslimska Förbund fått uppemot 150 000 kronor i statsbidrag av Nämnden för statligt stöd till trossamfund (SST).

## Mosképlaner i Fyllinge
Föreningen ville 2015 bygga en större moské i stadsdelen Fyllinge på Halmstad kommuns mark som ska rymma 800-1000 besökare. Bygget skulle finansieras av bidrag från de egna församlingsmedlemmar samt bidrag från andra moskéer i landet.
I februari 2020 avslog Halmstad kommunstyrelsens samhällsbyggnadsutskott tilldelandet av mark för bygget i Fyllinge. Beslutet togs av Socialdemokraterna, Sverigedemokraterna och Moderaterna och endast Centerpartiet röstade emot. Utslaget motiverades av S och SD med Halmstads stora problem med segregation och att det geografiska placerandet av religiösa samlingslokaler var ett led i att förbättra situationen. I mars beslutade även kommunfullmäktige i Halmstad att stoppa bygget, Socialdemokraterna, Moderaterna, Sverigedemokraterna samt Kristdemokraterna röstade för att stoppa och Miljöpartiet, Vänsterpartiet, Centerpartiet samt Liberalerna röstade emot.

## Kontrovers

### Kopplingar till salafism
Hallandsposten uppmärksammade 2016 att en av församlingens imamer Abu Muadhs föreläsningar på youtube förespråkar radikala salafistiska tankar. Där han bland annat förbjudet män och kvinnor att umgås så länge de inte är gifta och att kvinnor ska begränsas till hemmet. Han har även pratat om jihad och martyrskap i Syrien i positiv bemärkelse. Detta trots att församlingen utåt påstått sig stå för en moderat form av islam som förespråkar integration i samhället. Abu Muadhs har även omnämnts i Försvarshögskolans rapport Mellan salafism och salafistisk jihad - Påverkan mot och utmaningar för det svenska sahället (2018). I rapporten belyses föreläsningarna som ortodoxa där mycket handlar om att hålla tillbaka kvinnor från att leva och röra sig fritt i samhället, strikt klädsel uppmanas och en person ska inte skaka hand med en person av motsatt kön.
En annan känd gästföreläsare vid moskén är Anas Khalifa. Han har  har också i klipp på Youtube uttalat sig väldigt judefientligt eller antisemitiskt: "Av alla de nationer som finns och existerar i denna värld, så är muslimerna de mest förödmjukade och de mest förnedrade. Ingen lyssnar på vår röst, ingen hör vår åsikt, ingen ens bryr sig. Och vi är en miljard. Hur många är judarna? ... Femton miljoner ungefär, mindre än tjugo. Femton miljoner förnedrar ett tusen miljoner. Är det ett skämt det här, eller vadå? Om vi ställde alla judar på en kö och spottade på dem skulle de svimma". 
När Halmstad moské nekades bygglov till en ny moské uttalade sig terrorforskaren Magnus Ranstorp att detta var ett korrekt beslut. Han menade att moskén i Halmstad historiskt sett varit en hubb för den salafistiska miljön har kartlagt radikal islamism i Sverige.

### Charlie Hebdo
I samband med attentatet mot Charlie Hebdo publicerades en artikel på moskéns hemsida att ”Attacken i Paris är en stor lögn!!!!” där flera av händelserna ifrågasattes som konspiration. Islamiska barn- och kulturföreningen tog avstånd från sajten och dess innehåll och menade att den inte var kopplad till moskén utan var en allmän informationskälla för Halmstads muslimer. Publiceringen av artikeln beskrevs också som ett socialt experiment där hemsidan ville testa yttrandefriheten. Något som även den franska tidningen Charlie Hebdo sa sig göra. Texten tog senare bort från hemsidan.

### Jihad i Syrien
I Uppdrag granskning avsnitt ”Jihad i Göteborg” 2015 uppmärksammades att det sker en rekrytering av ungdomar för att strida i Syrien för IS. En av dessa var Imamen för Halmstad moské Abu Muad. Halmstad moské har uppgett att de tar avstånd från extremism och Abu Muad säger att han har blivit feltolkad av media.
Det är känt att en aktiv medlem i församlingen åkte till Syrien med sin fru och sina fem barn för att strida för IS. Han ska tidigare ha drivet sidan  islam-tawhid.se. Enligt en rapport från Statens medieråd från 2013 beskrivs hemsidan som ”konsekvent våldsbejakande” där sidan uppmanade ungdomar till våld för en politisk, religiös eller ideologisk sak. Mannen dog kort efter sin ankomst till Syrien i strider för IS. Han blev då den nionde svensken att dö i strid för IS i Syrien. Även två av hans söner skall ha stupat i strid när de endast var 14 och 18 år gamla. Frun som var från Halmstad är tillbaka i Sverige. Två av hennes barn tvångsomhändertogs omgående av socialnämnden i Halmstad, eftersom man befarar att hon fortfarande sympatiserar med IS och vill resa med dem till Syrien. 

### ”Homosexualitet ett virus”
Under våren 2015 predikade imamen Abu Muadh att det viktigaste i barnuppfostran är att sönerna ska få ett bra immunförsvar. Det finns många virus i samhället bland annat homosexualitet – som han menar ligger långt ifrån islams lära. Uttalandet ska ha spelats in under en studiecirkel i föräldrautbildning tillsammans med Nykterhetsrörelsens bildningsverksamhet (NBV).
När detta kom till NBV:s kännedom sade de upp samarbetet. NBV:s verksamhetschef Robert Lychou sa: ”Vi tror på alla människors lika värde och rättigheter oavsett sexuell läggning, etnicitet eller religiös tillhörighet. Det här uppfyller inte de kraven, säger verksamhetschefen.” När uttalandet blev känt valde RFSL att polisanmäla ärendet som de menar är hets mot folkgrupp.
Församlingen har varit fåordig kring uttalandet och har enbart besvarat det inträffande med att ”de har fullt förtroende för sin imam och att de inte är i behov av något studieförbund.”
Även församlingens statsbidrag på uppåt 150.000kr mellan åren 2011-2015 har ifrågasatts. Efter turerna har gaytenoren Rickard Söderberg önskat få träffa imamen och kunde tänka sig ta med ”kaffetermosen och en regnbågstårta” för att diskutera det inträffade.